# Ryūko Sakurai
Ryūko Sakurai (桜井 龍子, Sakurai Ryūko), née le 16 janvier 1947, est une juriste japonaise.
Elle est membre de la Cour suprême du Japon depuis le 11 septembre 2008.